# 赛城

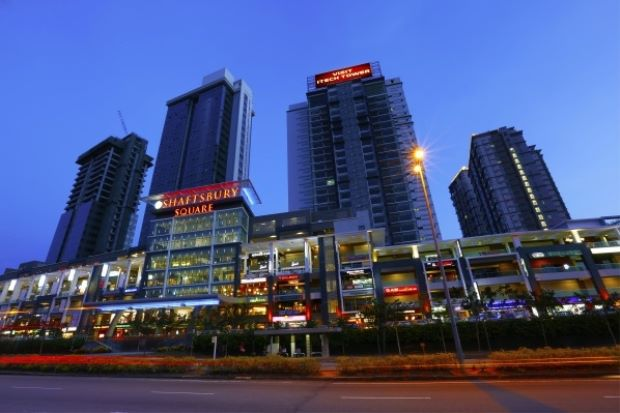
赛城地标性建筑－莎芘莉广场

赛城，全称赛柏再也（意即网络之城），是马来西亚多媒体超级走廊计划下的核心科技城市，位于雪兰莪州雪邦县，距首都吉隆坡以南约50公里，与联邦政府的行政中心布城毗邻。为了打造成全球信息和通信技术中心之一，赛城被政府规划为具有高科技基础设施的智慧型城市，旨在于实现马来西亚产业结构升级，迎接信息技术革命的未来挑战。赛城吸引了众多海外跨国企业前来入驻，成为高科技产业特区中枢，被誉为马来西亚的硅谷。1997年5月17日，时任马来西亚首相馬哈迪·莫哈末于赛城举行了开幕仪式。

## 硬体建设
赛城占地约7000英亩，是多媒体超级走廊（MSC）的核心。赛城开埠之前是一片种满油棕的土地。政府便开始开垦这片土地，发展众多项目工程，其中包括精品酒店、商业建筑、多媒体超级走廊网络中心办公室、大学、社区俱乐部和迁移雪邦市议会（MPSepang）总部至此。赛城一共有12个以Cyber命名的社区。

## 人口
根据2016年统计数据显示，赛城的人口大约有7万人以上，其中有3.5万人为知识工作者（Knowledge Worker），而2.3万人是在赛城管辖范围内的大学学生，这包括了高达40百分比的外地学生。根据2010年赛城主要发展商和产业管理公司 Setia Haruman 董事长慕斯达化卡玛指出，估计未来10至15年，赛城人口将达到210000。
赛城的人口构成如下所示：
| 2016年赛城人口族群 | 2016年赛城人口族群 |
| 种族               | 人口比例           |
| ------------------ | ------------------ |
| 巫裔               | 60%                |
| 华裔               | 15%                |
| 印裔               | 10%                |
| 其他               | 3%                 |
| 非马来西亚公民     | 12%                |

## 教育
目前赛城设有一间华文小学－赛城联合华文小学。该校于2018年3月启用，为当地华裔提供小学教育。
私立大学：
- 赛城大学 (University of Cyberjaya)
- 多媒体大学 (Multimedia University/MMU Cyberjaya)